# Aftermarket
De aftermarket is het geheel van bedrijven die actief zijn op het gebied van distributie van vervangende onderdelen, accessoires enzovoorts. Bedrijven die aftermarketproducten maken, kunnen mogelijkerwijs octrooien schenden. Vaak is vrije productie mogelijk omdat dit gebeurt met instemming van de bedrijven die door de nalevering worden geraakt (de originele producenten of merkhouders). Ook komt het voor dat octrooien inmiddels verlopen zijn, waardoor iedereen ze mag produceren.
De term aftermarket zegt niets over de kwaliteit van het product. Veelal produceren de OEM-fabrikanten namelijk ook voor de aftermarket-industrie. 
Ook zijn er aanbieders die aftermarket-producten produceren naar OEM specificaties, of deze zelfs overtreffen. 

## Voorbeelden
- Auto-industrie (oldtimers en youngtimers)

In de auto-industrie is het gebruikelijk dat een automerk zelf alleen een chassis maakt, en de verdere onderdelen laat maken door gespecialiseerde fabrikanten. De autofabrikant assembleert al deze onderdelen tot een auto. 
De onderdelen die origineel op deze auto zitten zijn de zogenaamde OEM/OES delen. Deze zijn vaak na te bestellen bij de dealer van het betreffende merk. 
Veel fabrikanten die deze onderdelen produceren, leveren ook direct aan de consument via groothandels en webshops. Daarnaast zijn er ook bedrijven die alleen aan de consument leveren. Beide vallen onder de aftermarket-industrie.
- Klassieke computers